# Expo 92
Die Expo 92, offizieller Name Weltausstellung von Sevilla 1992 (spanisch Exposición Universal de Sevilla 1992), fand vom 20. April bis 12. Oktober 1992 auf der Insel La Cartuja in der spanischen Stadt Sevilla statt. Thema der Ausstellung war „das Zeitalter der Entdeckungen“ anlässlich des 500. Jubiläums der Entdeckung Amerikas.

## Infrastruktur
Die Ausstellung führte zu vielen infrastrukturellen Maßnahmen in der Stadt, etwa zum Bau der Autobahnverbindungen Madrid–Sevilla und Sevilla–Cádiz. Im Stadtzentrum entstand ein neuer Bahnhof, von dem aus Regionalzüge in Richtung des Expo-Geländes fahren sollten und der zugleich Endpunkt der neu geschaffenen Schnellfahrstrecke Madrid–Sevilla wurde. Zugleich wurde der Flughafen Sevilla ausgebaut und über ein Autobahnteilstück an die Innenstadt angebunden. Es kam zur Verlängerung des Alfons-XIII.-Kanals und zur Errichtung sechs neuer Brücken über den Guadalquivir wie die Alamillo-Brücke des spanischen Architekten Santiago Calatrava oder die Barqueta-Brücke. Flussabwärts wurde der Hafenbereich aufgebessert. Zusätzlich entstanden viele neue Bauwerke, z. B. das Teatro de la Maestranza, ein Kongress- und Messepalast, ein Auditorium sowie mehrere Hotels und Verwaltungsgebäude.
Die Ausstellungsfläche betrug 168 Hektar. Auf der Ausstellung waren 108 Länder vertreten, dazu die 17 Regionen Spaniens, zahlreiche internationale Organisationen, mehrere nationale und multinationale Unternehmen. Daneben gab es thematische Pavillons sowie künstlerische und archäologische Ausstellungen. Auf dem Expo-Gelände und in der Innenstadt waren mehrere Bühnen verteilt, auf denen Tanzvorstellungen (insbesondere Salsa und Flamenco), Konzerte (klassisch, Jazz, Rock, lateinamerikanische Musik), Musical-, Opern- und Theaterstücke, Comedy-Shows, Kinderanimationen und Modenschauen geboten wurden. Nebenbei begleiteten zahlreiche Konferenzen, Seminare und Podiumsdiskussionen die Veranstaltung.
Um die Besucher vor der Sommerhitze zu schützen, wurde auf dem Expo-Gelände ein künstlicher See angelegt, den man mit unzähligen Brunnen, Kanälen, Wasserleitungen, Wasserfällen und Zerstäubern ausstattete. Das Ufer wurde mit tausenden von Bäumen und Sträuchern bepflanzt, als zusätzliche Schattenspender dienten riesige Pergolen, Behänge und Sonnenschirme.
Insgesamt 18,5 Millionen Menschen haben die Ausstellung besucht, womit die Erwartungen weit übertroffen wurden. Nach der Schließung wurde ein Teil des Geländes in einen Technologiepark (Cartuja 93) umgewandelt und der Freizeitpark Isla Mágica geschaffen. Die Pavillons wurden größtenteils abgebaut und nur teilweise von Unternehmen weitergenutzt.
Generalkommissar der Bundesrepublik Deutschland der Expo 92 war der bei der Siemens AG tätig gewesene Industriekaufmann Hans-Gerd Neglein (* 1927). Entworfen wurde der Deutsche Pavillon vom Architekten Georg Lippsmeier. Den Deutschen Tag gestaltete die Traumfabrik.

## Bildergalerie

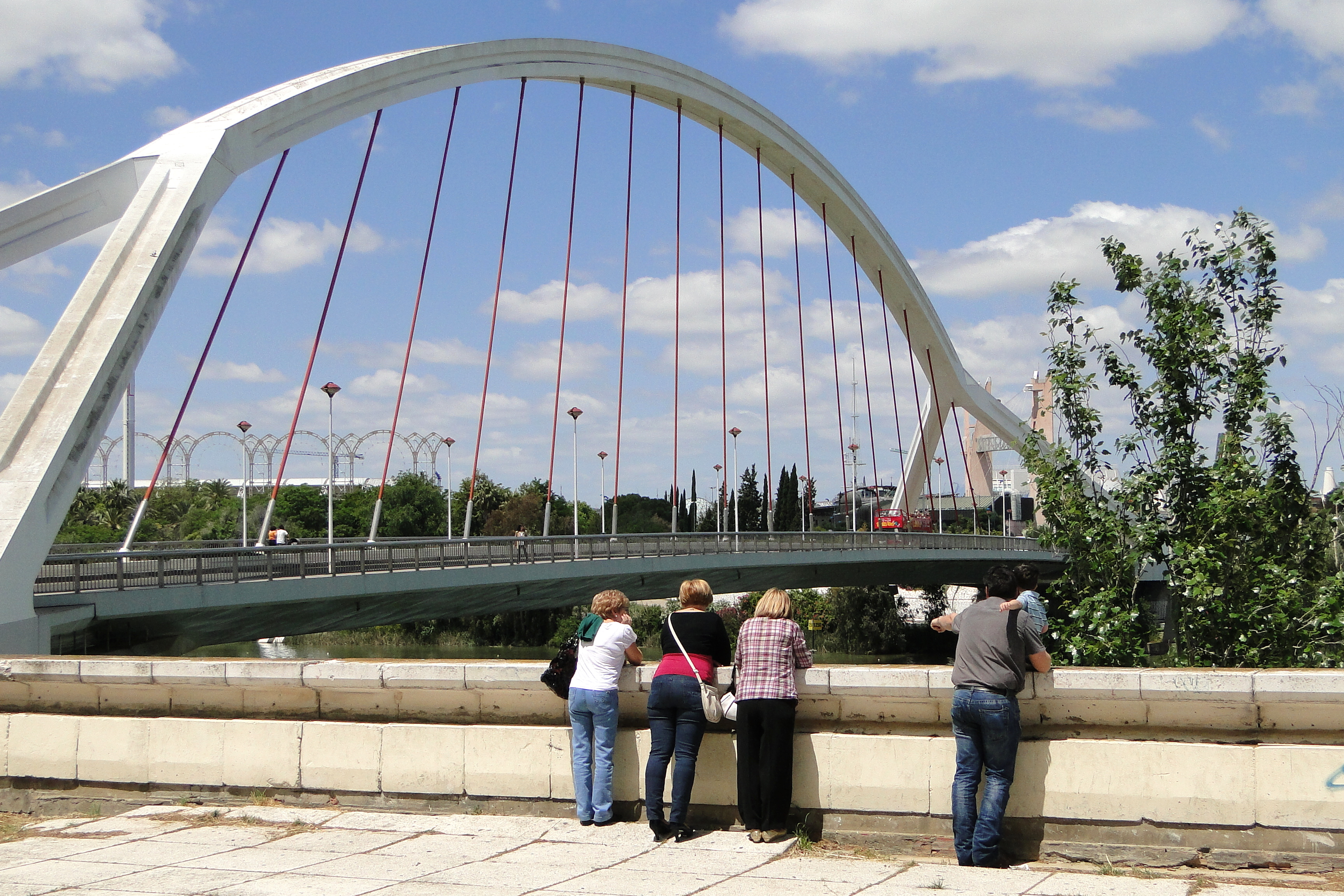
Barqueta-Brücke
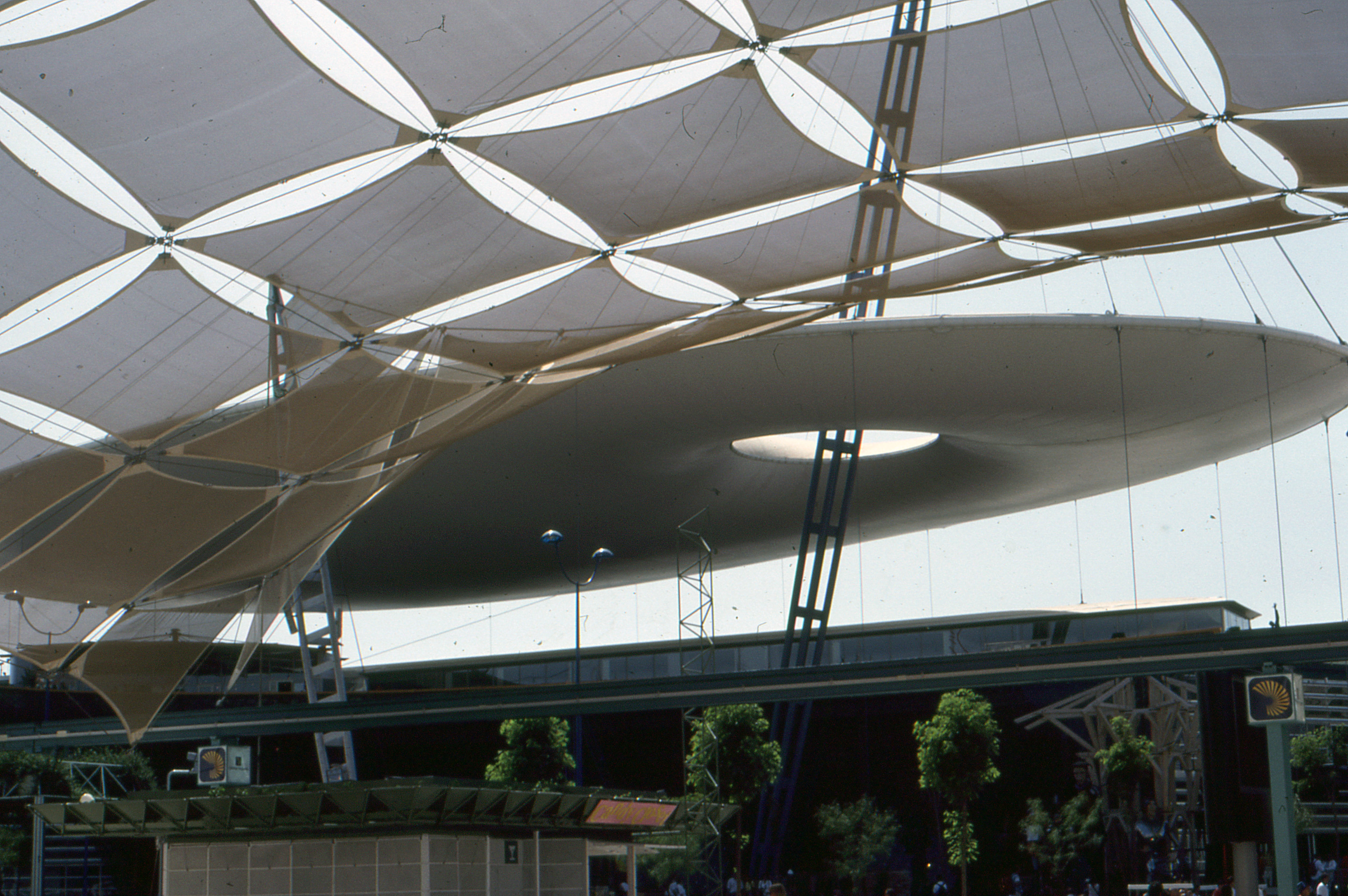
Pavillon von Deutschland
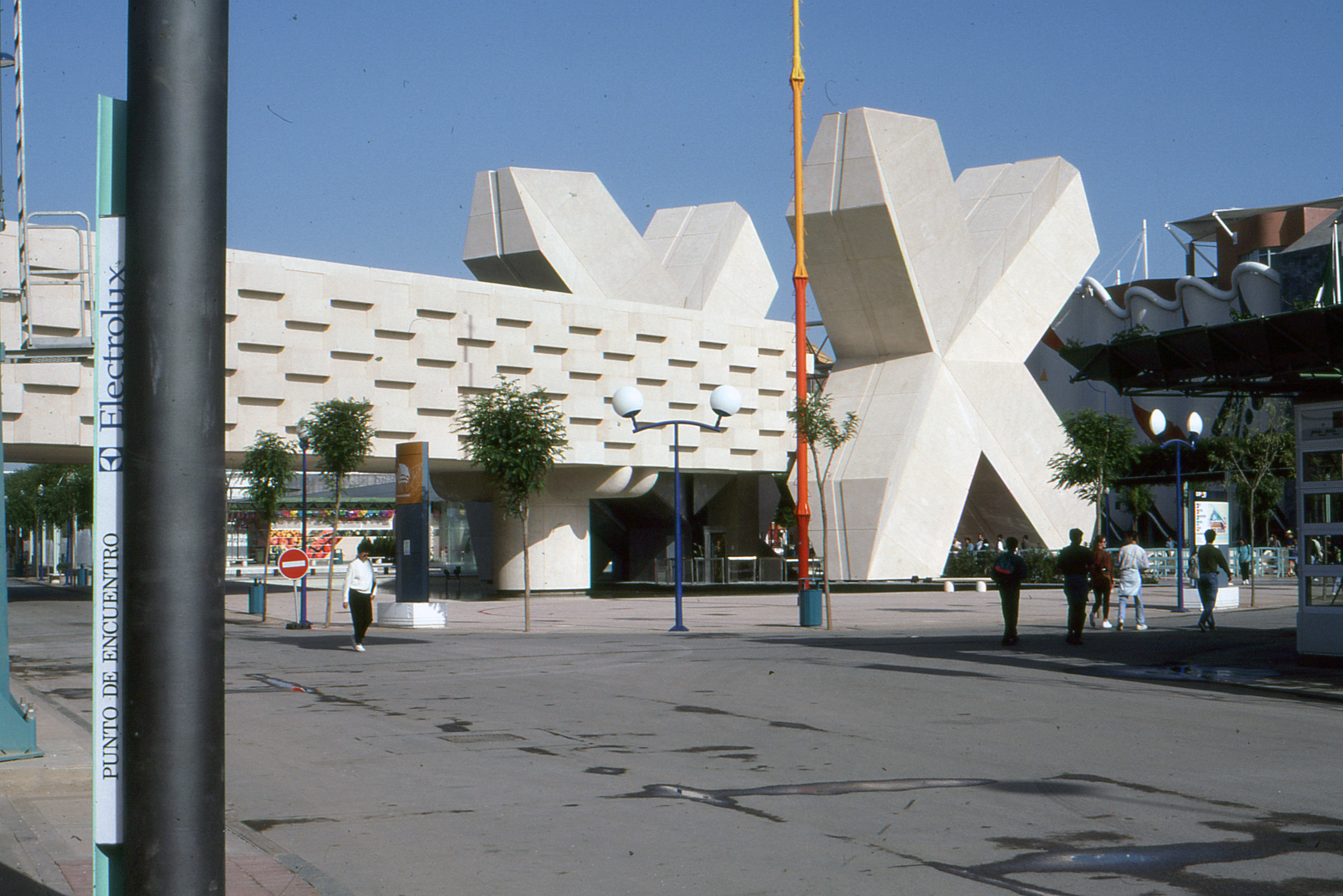
Pavillon von Mexiko
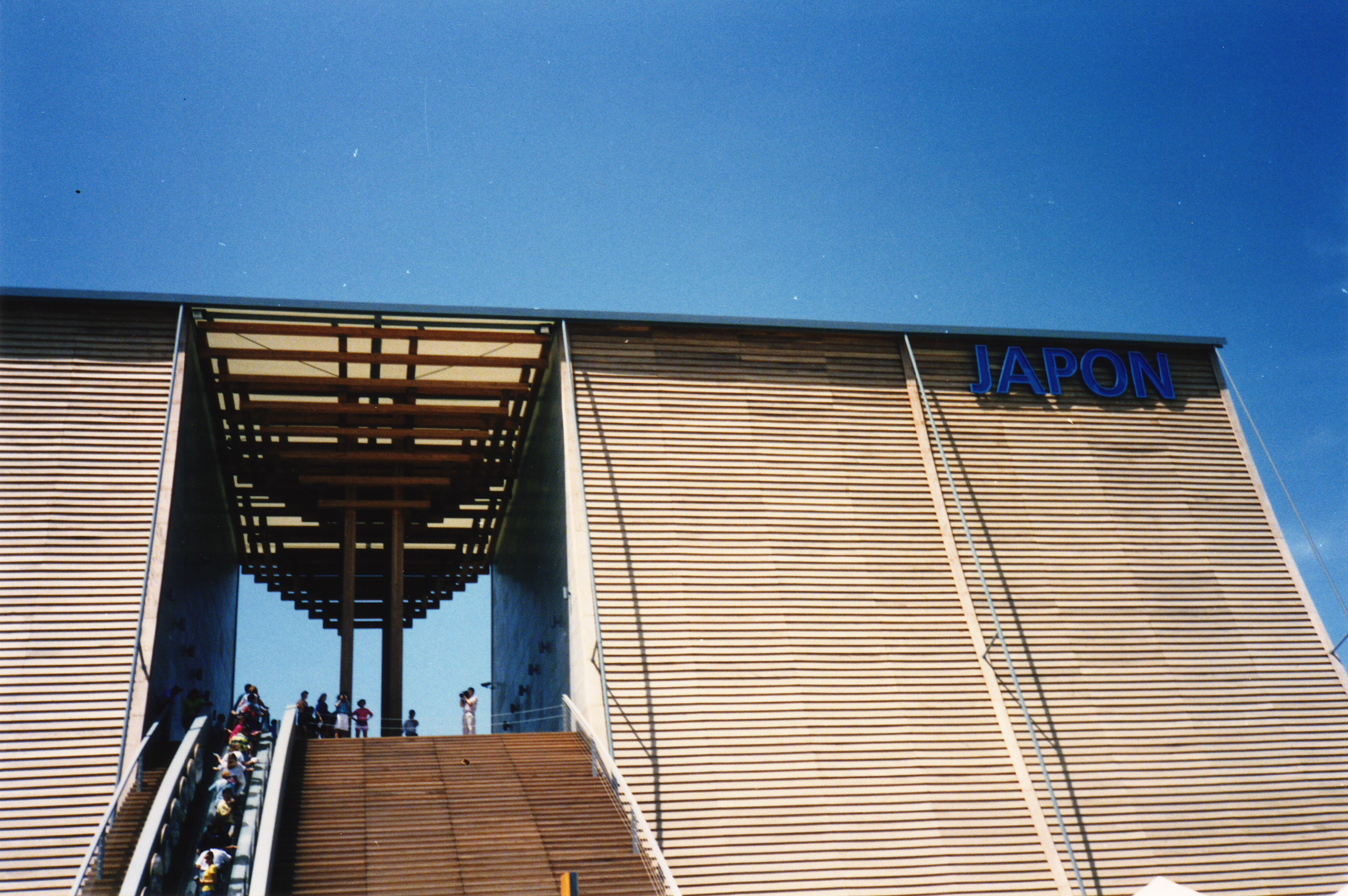
Pavillon von Japan
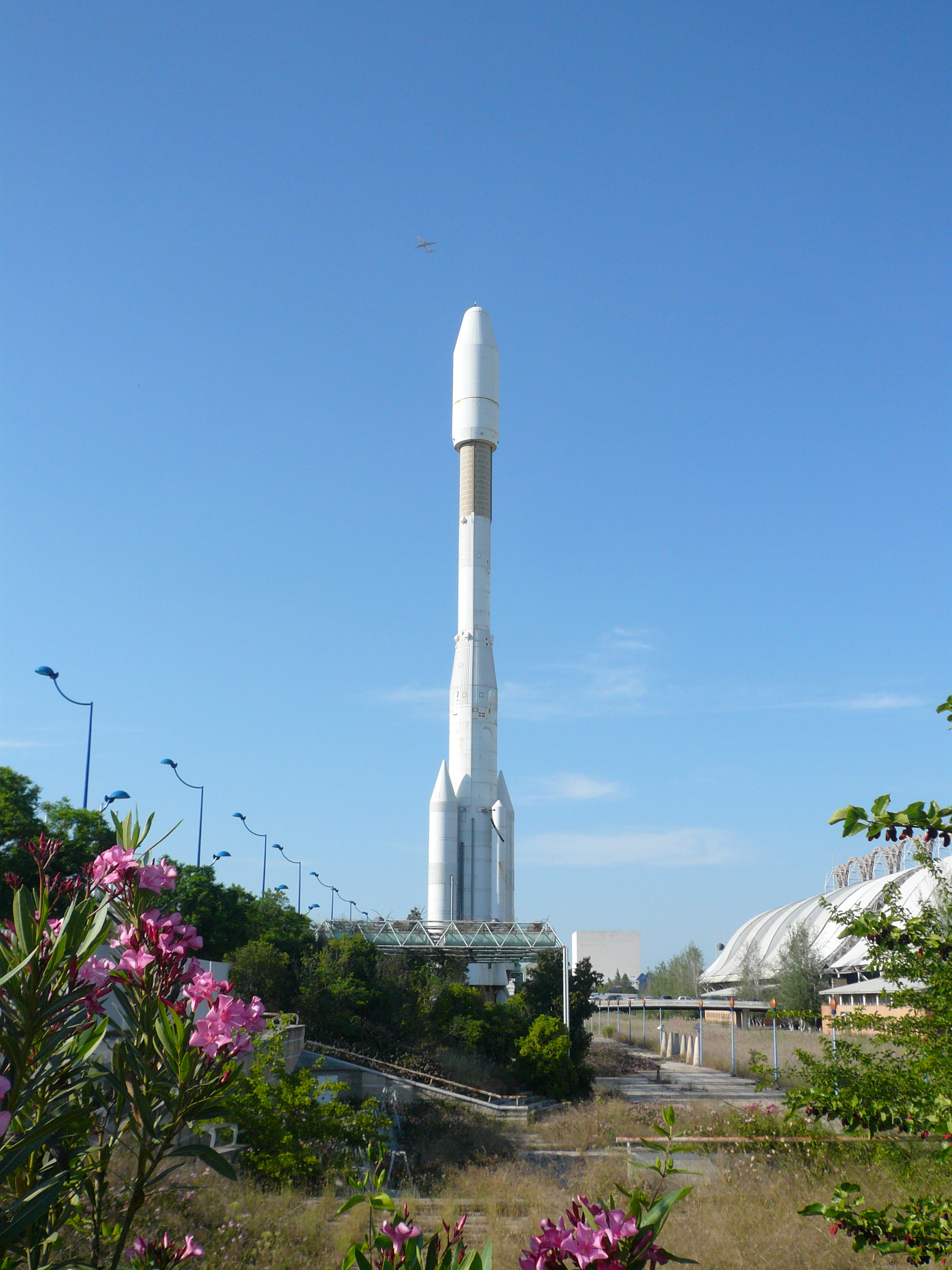
Modell einer Ariane 4 Rakete an der Expo 92
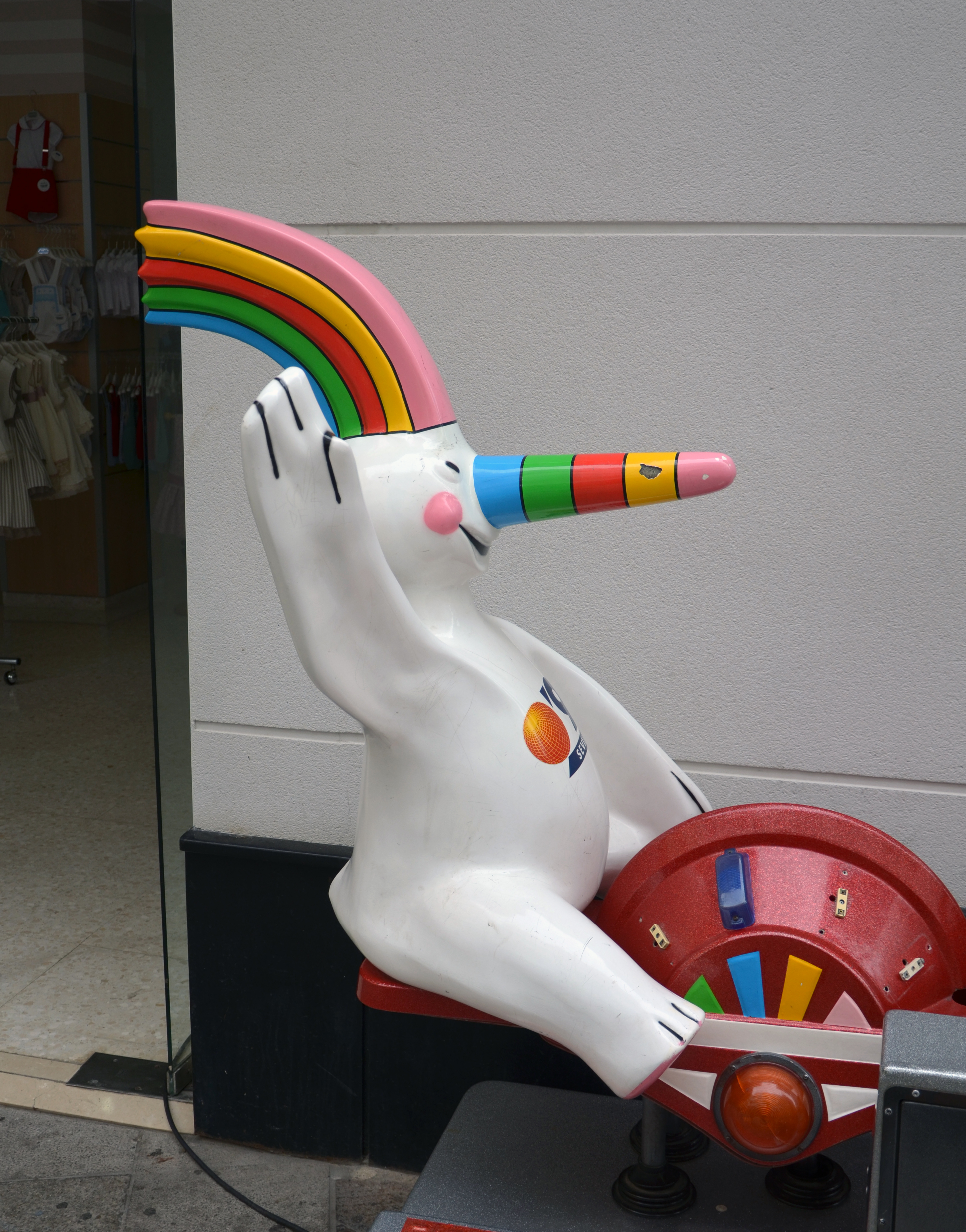
Das Maskottchen der Expo 92: Curro

## Rezeption
2024 wurde die Expo 92 in der spanischen Netflix-Serie 1992 als Tatort portraitiert.